# Blyxa aubertii
Blyxa aubertii är en dybladsväxtart som beskrevs av Louis Claude Marie Richard. Blyxa aubertii ingår i släktet Blyxa och familjen dybladsväxter. IUCN kategoriserar arten globalt som livskraftig.

## Underarter
Arten delas in i följande underarter:
- B. a. echinosperma
- B. a. aubertii